# Ritchie Jones
Richard Glynn "Ritchie" Jones (født 26. september 1986 i Manchester, England) er en engelsk fodboldspiller. Han har tidligere spillet for blandt andet Manchester United.